# Jakub Tatarkiewicz

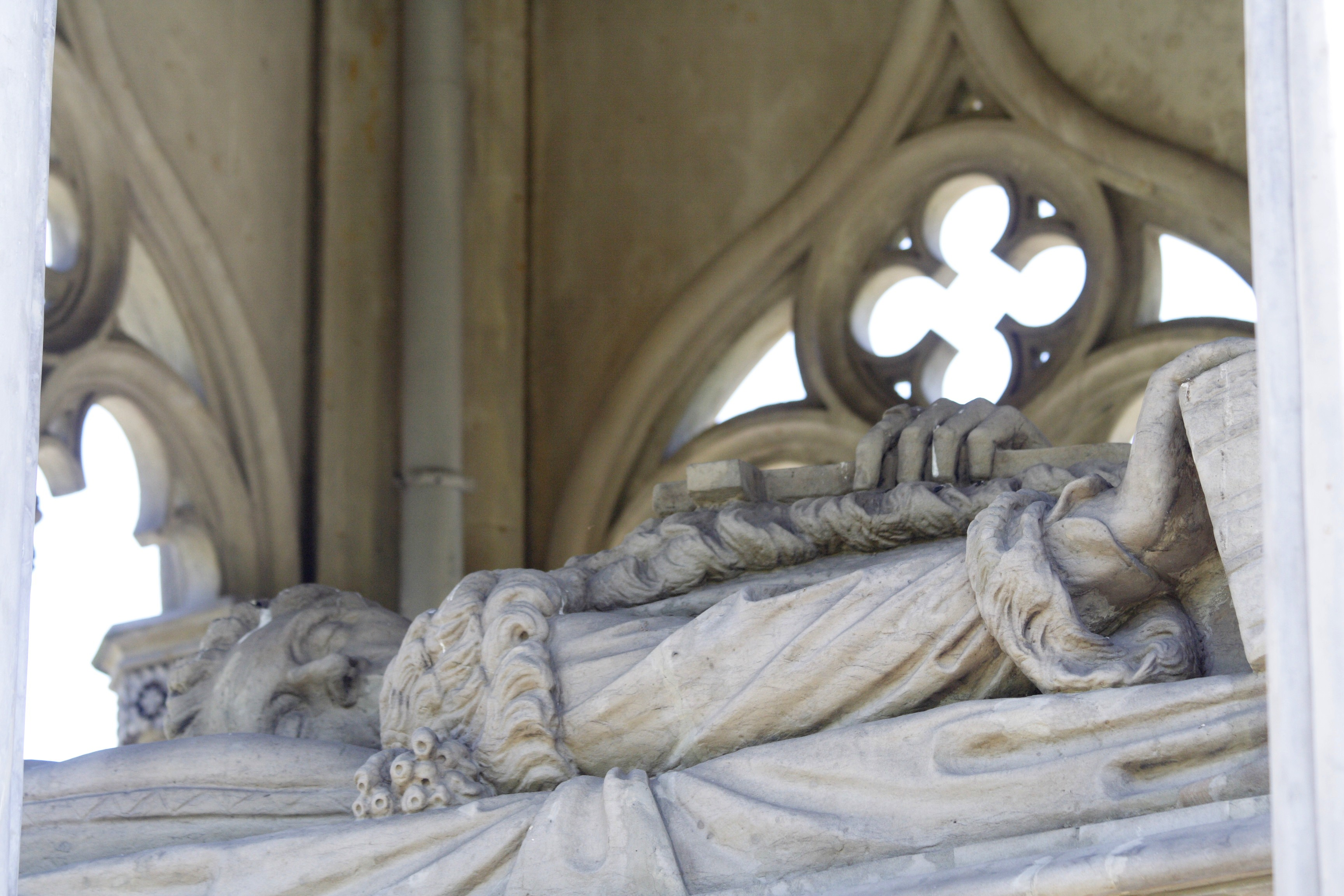
Wizerunek Stanisława Kostki Potockiego na Mauzoleum Potockich w Wilanowie

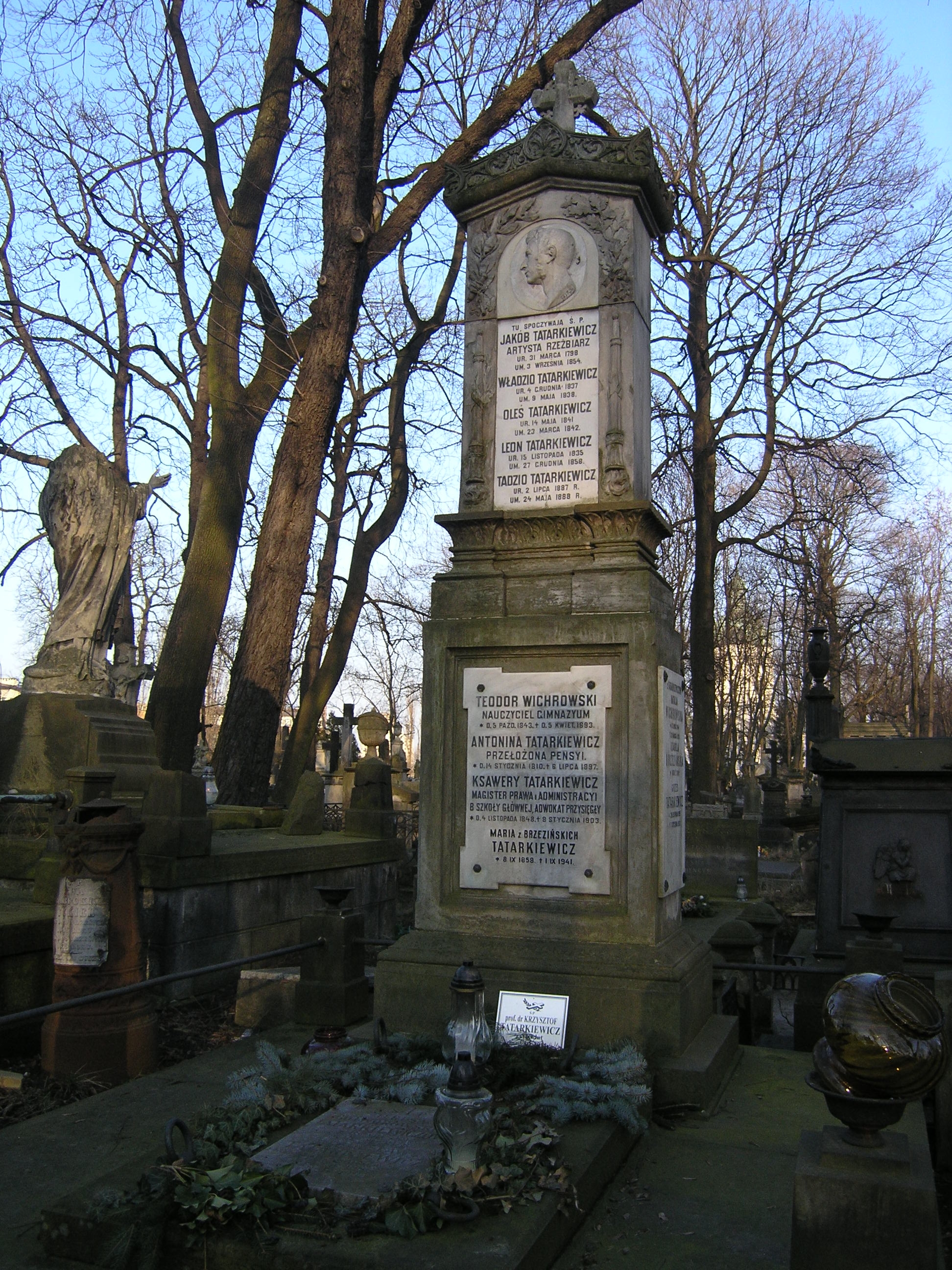
Grób Jakuba Tatarkiewicza na Starych Powązkach w Warszawie

Jakub Tatarkiewicz (ur. 31 marca 1798 w Warszawie, zm. 3 września 1854 tamże) – polski rzeźbiarz, przedstawiciel klasycyzmu.

## Życiorys
Pochodził z niezbyt zamożnej rodziny frankistów – neofitów. Naukę rozpoczął w szkołach pijarskich. Wcześnie objawił talent w dziedzinie rysunku i muzyki. W latach 1817–1822 studiował na Oddziale Sztuk Pięknych Uniwersytetu Warszawskiego. Podczas studiów otrzymał stypendium oraz dwukrotnie medale za udział w wystawach w Warszawie. Był uczniem Pawła Malińskiego i Antoniego Brodowskiego. W latach 1823–1828 studiował w Rzymie u Bertela Thorvaldsena. Pod koniec 1828 roku udał się przez Szwajcarię, Francję i Niemcy do Warszawy. Pierwsze zamówienia otrzymał na rzeźby do budowanego Teatru Wielkiego w Warszawie i podwarszawskiej willi Niemcewicza „Zacisze”.
W roku 1833 wziął udział w konkursie na stanowisko profesora rzeźby Katedry Sztuk Pięknych Uniwersytetu Jagiellońskiego. Artysta konkurs wygrał i został mianowany na profesora, ale posady nie objął z powodu likwidacji katedry.
W Warszawie założył rodzinę. W latach 1834–1840 nauczał modelowania w Instytucie Głuchoniemych.
Do jego dorobku należą m.in. posąg Umierająca Psyche, postacie alegoryczne na frontonie Teatru Wielkiego w Warszawie oraz sarkofag z figurami Stanisława Kostki Potockiego i jego żony Aleksandry z Lubomirskich w mauzoleum Potockich w Wilanowie. Jest autorem pomników Franciszka Karpińskiego i Jana Kochanowskiego znajdujących się w ogrodzie w Wilanowie oraz wielu popiersi, m.in. Klementyny z Tańskich Hoffmanowej, Samuela Bogumiła Lindego oraz medalionów portretowych.
Jest pochowany na cmentarzu Powązkowskim (kwatera 25-4-29/30).

## Życie prywatne
Był ojcem prawnika Franciszka Ksawerego (ur. 1848) i dziadkiem filozofa Władysława (ur. 1886).